# Kasimiyya
Els Qassimiyya fou una família i facció dels mamelucs egipcis en temps dels otomans, derivada de Kasim Bey Defterdar que hauria viscut poc després del 1600.
La família va agafar poder polític a la meitat del segle per la seva aliança amb la facció indígena dels Haram i per l'acumulació de riquesa. Els seus adversaris els Dhu l-Fakariyya es van aliar a la facció dels Sad. Els dos grups van rivalitzar des de 1647 quan el virrei otomà va intentar, aliat als dos caps kasimiyya Kansawh Bey i Mamay Bey, enderrocar al amir al-hadj Ridwan Bey al-Fakari. Els Dhu l-Fakariyya van organitzar un contraatac que va reeixir i els kasimiyya foren posats fora de la llei i Kansawh Bey i Mamay Bey executats.
Mort Ridwan el 1656 els kasimiyya van refer la fortuna sota Ahmad Bey el bosnià i durant una revolta dels Dhu l-Fakariya va donar suport al virrei otomà Gurdji Mustafa Pasha i va fer executar tres beys que tenien salva conducte; el nou virrei el va fer assassinar el 1662.
Va haver-hi uns anys de poc enfrontament però el 1711 es van enfrontar dos grups de la guàrdia del Caire, els geníssers i els azabs (azeban) i els kasimiyya van donar suport a aquestos, i al triomfar van retrobar la seva influència i el seu cap Ismail Bey ibn Iwaz va ser nomenar al riasa (comandant) i comandant del Caire (amir Misr) equivalent a Shaykh al-Balad. Fou assassinat el 1724 en un conflicte entre els seus partidaris els Iwaziyya i una altra facció kasimiyya, els Shanabiyya, el que va permetre el 1730 als Dhu l-Fakariyya de recuperar el poder i aniquilar als kasimiyya. Els que restaven es van posar al servei dels xeic Humam dels huwwara que dominava l'alt Egipte.
El darrer kasimiyya Salih Bey fou assassinat per orde d'Ali Bey el 1768.